# 다시 여기 바닷가
〈다시 여기 바닷가〉는 2020년 7월 18일에 발매된 대한민국의 혼성 그룹 싹쓰리(SSAK3)의 싱글이다. 이상순이 작곡하고 노는어린이가 편곡하였으며 , 이효리와 지코가 작사에 참여하였다.

## 트랙리스트
| #            | 제목                         | 작사                | 작곡                       | 재생 시간 |
| ------------ | ---------------------------- | ------------------- | -------------------------- | --------- |
| 1.           | 〈다시 여기 바닷가〉         | 린다G(이효리), 지코 | 이상순 (편곡: high seAson) | 3:53      |
| 2.           | 〈다시 여기 바닷가 (Inst.)〉 |                     | 이상순 (편곡: high seAson) | 3:53      |
| 총 재생 시간 | 총 재생 시간                 | 총 재생 시간        | 총 재생 시간               | 7:46      |

## 방송 활동
- 2020년 7월 25일 MBC 《쇼! 음악중심》에서 데뷔 무대를 선보였다.
- 2020년 7월 25일 MBC 《놀면 뭐하니?》에서 뮤직비디오가 공개되었다.
- 2020년 7월 30일 M.net 《엠카운트다운》에서 무대를 선보였다. 팀 결성 후 첫 음악 방송 1위를 하였다.